# フセイン・カーミル・ハサン

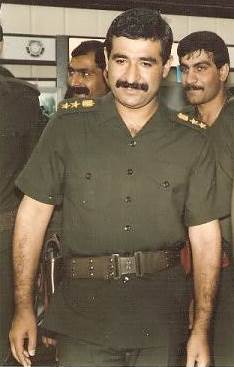
フセイン・カーミル・ハサン

フセイン・カーミル・ハサン・アル＝マジード（アラビア語: حسين كامل حسن المجيد、1956年6月18日 - 1996年2月23日）は、イラクの元政治家、軍人である。サッダーム・フセインの娘婿であり、従兄弟にあたる。イラクの兵器開発の責任者で、共和国防衛隊の創設者でもある。1995年に家族を連れてヨルダンに亡命し、帰国後に殺害された人物としても知られる。軍の最終階級は陸軍大将。 
日本では「フセイン・カメル」と表記されることが多い。

## 生い立ち
フセイン・カーミルは、1956年にティクリート郊外のアウジャ村の貧しい農家の家に生まれた。彼は中学校の教育課程を修了することができず、途中で退学している。
1977年、バグダードに上京したフセイン・カーミルは、叔父であるバルザーン・イブラーヒーム・ハサンが副長官を務める情報機関、総合情報庁の職員に応募する。しかし、フセイン・カーミルに学歴がほとんど無いことを内心軽蔑していたバルザーンは、職員に採用しなかった。代わりに職員では無く、自分の専属運転手となるよう命じた。しかし、これにカーミル家の人間が抗議し、サッダームが仲介したためか、バルザーンは渋々フセイン・カーミルを職員に任命している。

## 権力者に
1979年、サッダームが大統領に就任したこの年に、フセイン・カーミルは陸軍大尉に任官した。1982年には、大統領直属の護衛組織である特別保安機関の長官に就任。その翌年、サッダームの長女ラガド・サッダーム・フセインと結婚し、名実共にサッダーム家の一員となった。サッダームの腹心、娘婿となったフセイン・カーミルに対しては、周囲はかつてのような陰口を叩くことはできなくなった。彼は、弟であるサッダーム・カーミルと共に、サッダームの寵愛を受けた。ラガドとの間には5人の子供をもうけている。
1987年までにフセイン・カーミルは、軍事産業を統括する軍事産業委員会委員長、石油大臣、共和国防衛隊、特別共和国防衛隊、特別大統領警護隊の監督者の地位に就いていた。フセイン・カーミルは新兵器の開発に積極的に取り組み、中華人民共和国で大砲の開発を行っていたジェラルド・ブル博士と接触して「バビロン計画」を始めるきっかけもつくった。
1991年3月に発足したサアドゥーン・ハンマーディー内閣では、石油相と新たに国防大臣と工業・軍事工業大臣を兼務した。石油相はすぐに交代し、次のムハンマド・ハムザ・アッ＝ズバイディー内閣では、工業・軍事工業相のみ留任した。
1993年のアフマド・フセイン内閣では工業鉱物資源大臣に就任。
サッダーム・フセイン政権下で、フセイン・カーミルは、他のサッダームの親族同様に莫大な富を蓄えた。イラクの経済収益の大半が彼の個人資産へと消えた。国際社会が経済制裁に苦しむイラク国民に向けて送った人道支援物資にも手を付けた。

## 亡命
1995年8月7日、フセイン・カーミルは突如、一族を連れてヨルダンに亡命する。しかし、サッダームの説得を受けてイラクに帰国。一族の恥として弟のサッダーム・カーミルと共に殺害された。
フセイン・カーミルの亡命が失敗した理由は複数挙げられる。
一つは、イラク反体制派が協力を拒否したこと、アメリカがフセイン・カーミルが本当にサッダーム体制に立ち向かう気があるのか疑っていたこと、亡命国のヨルダンがフセイン・カーミルを厄介者扱いしていたこと、ヨルダンに多くのイラクの情報機関のスパイが潜入していたことなどである。

## 性格
フセイン・カーミルを知る人物は、彼が非常に傲慢な性格の人物であったと回想している。また、他人を信用しない性格であったため、フセイン・カーミルのそばには側近と呼ばれるような人物は誰もいなかったとされる。